# Harrisia tetracantha
Harrisia tetracantha ist eine Pflanzenart in der Gattung Harrisia aus der Familie der Kakteengewächse (Cactaceae).

## Beschreibung
Harrisia tetracantha wächst strauchig bis baumförmig, ist meist oberhalb des Bodens verzweigt und erreicht Wuchshöhen bis zu 3 Metern. Die blaugrünen bis graugrünen Triebe weisen Durchmesser von bis zu 6 Zentimetern auf. Es sind acht gerundete und gehöckerte Rippen vorhanden. Der einzelne, kräftige, anfangs bräunliche Mitteldorn wird später weiß bis aschgrau. Die vier bis sieben weißen Randdornen besitzen eine braune Spitze.
Die Blüten erreichen eine Länge von 18 bis 22 Zentimetern.

## Verbreitung und Systematik
Harrisia tetracantha ist in den bolivianischen Departamentos Cochabamba, Chuquisaca, Potosi, Santa Cruz und Tarija verbreitet.
Die Erstbeschreibung als Cereus tetracanthus erfolgte 1855 durch J. Labouret. David Richard Hunt stellte die Art 1987 in die Gattung Harrisia. Weitere nomenklatorische Synonyme sind Eriocereus tetracanthus (Labour.) Riccob. (1909), Trichocereus tetracanthus (Labour.) Borg (1937), Roseocereus tephracanthus (Labour.) Backeb. (1942), Roseocereus tetracanthus (Labour.) Backeb. (1942) und Echinopsis tetracanthus (Labour.) Anceschi & Magli (2013).

## Nachweise